# Xã Summit, Quận Marion, Iowa
Xã Summit (tiếng Anh: Summit Township) là một xã thuộc quận Marion, tiểu bang Iowa, Hoa Kỳ. Năm 2010, dân số của xã này là 1.444 người.